# Balázs Fecó
Balázs Fecó (Balázs Ferenc; Budapest, 1951. március 2. – Budapest, 2020. november 26.) Kossuth- és Liszt Ferenc-díjas magyar énekes, billentyűs, dalszerző.

## Pályafutása
Már a Bartók Béla Zeneművészeti Szakközépiskolában tagja volt az iskola zenekarának. 1967-ben a Neoton együttes tagjaként kezdett. 1972-ben Som Lajossal kivált a zenekarból, és megalapították az első magyar hard-rock zenekart, a Taurus XT-t, amely 1973-ban felbomlott. Ezután Balázs Fecó két évet külföldön dolgozott. 
Hazatérte után, 1976-ban Koncz Zsuzsa kísérőzenekarához került, majd 1978-ban, erre az együttesre építve megalapította a Korál együttest. Balázs Ferenc alakította újjá és önálló együttessé.
1978-ban volt a bemutatkozó koncertjük a Budai Ifjúsági Parkban, de ekkorra már csak az alapító Balázs Fecó maradt meg a régiek közül. Új tagja lett a zenekarnak Fischer László és Scholler Zsolt, akit Fekete Tibor váltott fel 1983-ban. 1978-ban Pados Zoltán, 1979-ben Papp Tamás dobolt, őt 1980-tól Dorozsmai Péter váltotta fel. A hard-rock stílus dallamosabb változatát játszották. Felléptek Bulgáriában, a Szovjetunióban és Jugoszláviában. Az 1981-es táncdalfesztiválon a Homok a szélben című dalukkal óriási sikert arattak. Ötéves születésnapjuk megünneplésére a Kisstadionban került sor, ahol fellépett még az East és 100 Folk Celsius együttes.
1979–1984 között egymás után hatszor az év legjobb billentyűsének választották.
1986-ban a Korál feloszlott. 1986-tól Fecó szólókarrierbe kezdett. Filmzenéket komponált: (Gondviselés, Laura, Vakvilágban, A pókok, Nyolc évszak). Belefogott a romos sitkei kápolna felújításába, megszervezte a Sitkei Kápolna Kulturális Egyesületet, amelynek elnöke is lett, koncerteket rendeztek, és a bevételekből állták a felújítás költségeit. A teljes rekonstrukció 1991-ben fejeződött be.
1987-ben EMeRTon-díjat kapott. 1988-ban Kőfalak leomlanak címmel oratóriumot írt. Szintén ebben az évben az Interpop Fesztivál zeneszerzői díját kapta az oratóriumért és a Hölgyeim elég volt című színházi darab zenéjéért. 1996-ban unplugged koncertet adott. 1997-ben 12 év után újra összeállt a Korál együttes, és egy koncertet adtak a Kisstadionban, amely elnyerte az év koncertje címet (EMeRTon-díj).
1998-ban Liszt Ferenc-díjat kapott és koncertezett a Budapest Sportcsarnokban, ahol Újjászületés című szintén 1998-ban megjelent lemezét mutatta be. 1999-ben jelent meg Évszakok című könyve, valamint a Huszka Jenő-életműdíjat is ez évben kapta.
2000 tavaszán jelent meg új nagylemeze, A csönd évei. 3 korábbi nagylemezét tükrözi, amelyek nem jutottak el a médiába. Az egyik lemez az 1990-ben készült Gyertyák a téren című, a másik 1993-ban Balázs Ferenc és a Korál címen jelent meg, illetve ugyanebben az évben adták ki Balázs Fecó szerzői lemezét, amelyen más előadóknak írt szerzeményei találhatók. Az új lemez ennek a három lemeznek a gyűjteményes válogatása, és érdekessége még, hogy Balázs Fecó duettet énekel Kovács Katival és Keresztes Ildikóval. A közösen előadott dalok Forog a kerék  és A csönd éve című dal Balázs Fecó 1986-ban írt szerzeményei, amelyet Szekeres Tamás újonnan hangszerelt.
2020. november 26-án, a Covid19 szövődményei következtében hunyt el. 2020. december 11-én szűk körben búcsúztatták az Óbudai temetőben. A római katolikus szertartást Kiss-Rigó László celebrálta. A ravatalnál beszédet mondott Semjén Zsolt, ifj. Albert Flórián, Pásztor László és Dorozsmai Péter. A szertartással egy időben, az általa megálmodott Sitkei Kápolnakoncertek helyszínén dr. Székely János, a Szombathelyi egyházmegye püspöke misét celebrált Balázs Fecóért.

## Díjak, kitüntetések
- Az év billentyűse (1979, 1980, 1981, 1982, 1983, 1984)
- EMeRTon-díj (1987)
- Interpop Fesztivál zeneszerzői díja (1988)
- Huszka Jenő Életműdíj (1997)
- EMeRTon-díj (1998)
- Liszt Ferenc-díj (1998)
- A Magyar Köztársasági Érdemrend lovagkeresztje (2001)
- Fonogram díj (2008)
- Artisjus Életmű-díj (2010)
- A Magyar Köztársasági Érdemrend tisztikeresztje (2011)
- Börze Award – Életmű-díj (2011)
- Budavár díszpolgára (2014)
- Kossuth-díj (2016)
- Emberi Méltóságért-díj (2020)
- Sitke díszpolgára /posztumusz/ (2021)[9]

## Diszkográfia

### Neoton
- 1971: Bolond város

### Korál
- 1980: Korál I. – Korál
- 1982: Korál II. – A túlsó part
- 1984: Korál III. – Az óceán

    Korál IV. (kislemezgyűjtemény)
- 1991: Kőfalak – Aranyalbum (válogatás)
- 1993: Korál V. – Balázs Ferenc és a Korál

    Homok a szélben – Best of Korál (válogatás)
- 1997: Maradj velem – Dupla változat – A koncert teljes anyaga (koncertfelvétel)

    Maradj velem – Best of változat – A koncert esszenciája (koncertfelvétel)
- 2006: Korál VI. – Ne állj meg soha
- 2021: Legszebb dalaink[10]

### Szóló lemezek
- 1984: Register
- 1985: Best of Bach
- 1990: Szerelmi álmok
- 1992: Gyertyák a téren
- 1996: Unplugged in the Globe Royal (koncert)
- 1998: Újjászületés
- 2000: A csönd évei
- 2003: Időtörés
- 2009: Érints meg még egyszer (best of)
- 2011: 60 – Csak az évek múltak el… (duettlemez)

### Közreműködőként
| Év   | Album                                                                         | Dal                                                                                     |
| ---- | ----------------------------------------------------------------------------- | --------------------------------------------------------------------------------------- |
| 1987 | Évszakok filmzene                                                             | Évszakok, Szökj el                                                                      |
| 1996 | Legendák 10. / A 80-as évek kislemez-sikerei                                  | Homok a szélben                                                                         |
| 1998 | Filmslágerek – Válogatás a legjobb magyar és külföldi filmek dalaiból         | Évszakok                                                                                |
| 1999 | Aranyág: Ártatlan világ                                                       | Érints meg                                                                              |
| 2000 | Keresztes Ildikó: Nem tudod elvenni a kedvem…                                 | A csönd éve                                                                             |
| 2000 | Sláger slágerek 4. / A 60-as, 70-es évek legnagyobb slágerei                  | Évszakok                                                                                |
| 2000 | Kell még egy szó – Koltay Gábor filmjeinek és színpadi rendezéseinek zenéiből | Nyújtsd kezed                                                                           |
| 2001 | Radics Béla emlékkoncert                                                      | Anyám vigasztalj engem, Zöld csillag                                                    |
| 2004 | Gyorsabban, magasabbra, erősebben                                             | Hazafelé                                                                                |
| 2005 | Karaoke – A legnagyobb magyar slágerek                                        | Évszakok                                                                                |
| 2006 | Magyar unplugged album                                                        | Érints meg                                                                              |
| 2006 | Nagy szerelmes lemez                                                          | Érints meg                                                                              |
| 2007 | Nagyi lemez                                                                   | Hazafelé                                                                                |
| 2007 | Retro-Pop-Tarisznya B. Tóth Lászlóval                                         | Homok a szélben                                                                         |
| 2008 | Akkor és Most                                                                 | Hazafelé, Homok a szélben                                                               |
| 2008 | Horváth Attila életmű – Skandináv éjszakák (A legjobb pop-country dalok)      | Ezüst Nap                                                                               |
| 2008 | Horváth Attila életmű – Ha volna két életem (A legszebb balladák 2)           | Homok a szélben, Érints meg, A csönd éve, Maradj velem                                  |
| 2008 | Horváth Attila életmű – Az légy aki vagy (A legszebb balladák)                | Előhang (Ugye nem hiszed el?), Ahogy nézett, Évszakok, Gyertyák a téren, Tolvajok bálja |
| 2008 | Horváth Attila életmű – Szabad vér (A legjobb rock dalok)                     | Ne állj meg soha, Kölyök a hátsó udvarból                                               |
| 2008 | Keresztes Ildikó: Minden, ami szép volt                                       | Maradj velem                                                                            |
| 2009 | Best Of A Zene                                                                | A csönd éve                                                                             |
| 2017 | 45 év száguldás                                                               | Érints meg – duett Szűcs Judithtal                                                      |

## Dalok

### Slágerei

#### Neoton
- 1968: Kell, hogy várj

#### Taurus
A *-gal jelölt dalokat később a Korálban is énekelte.
- Kiűzetés a Paradicsomból*
- Anyám, vigasztalj engem*
- Szólíts meg, vándor*
- Válaszra várva*
- A kőfalak leomlanak*
- Amit nem mondhattam el*
- A lány, akire szerelemmel nézhetek

#### Korál
- 1979: Ne állj meg soha
- 1980: Tudom, én is megnyugodnék
  - Fekete bárány
- 1981: Maradj velem…
  - Homok a szélben
- 1982: A szeretet koldusai
  - Hazafelé
  - Kevés voltam neked
- 1984: Kergesd el a felhőt a házamról
- 1993: Kölykök a hátsó udvarból

#### Szóló
- 1987: Évszakok
- 1991: Gyertyák a téren
- 1993: Túl az első éjszakán
- 1998: Hétfői hold
  - Érints meg
- 2000: A csönd éve
  - Hétfő esti blues
- 2002: Tudod, ünnep lesz megint

### Duettek
- 1979:Csuka Mónikával: Lassan száll a köd[11]
- 1990: Kovács Katival: Forog a kerék
- 2000: Keresztes Ildikóval: A csönd éve
  - Keresztes Ildikóval: Új név egy régi ház falán
- 2002: Cserháti Zsuzsával: Tudod, ünnep lesz megint
- 2003: Farkas Zsófival: Idegen
  - Farkas Zsófival: Tudod, ünnep lesz megint
- 2008: Almási Évával: Forog a kerék
- 2010: Szíj Melindával: Kevés voltam neked
- 2011: Oláh Ibolyával: Kölykök a hátsó udvarból
  - Varga Miklóssal: A másik oldalon
  - Wolf Katival: Új név egy régi ház falán
  - László Attilával: Hazafelé
  - Sztevanovity Zoránnal: A lány akire szerelemmel nézhetek
- 2016: Szűcs Judithtal: Érints meg
- 2020: Keresztes Ildikóval: Bárcsak tudnánk vigyázni rád

## Filmzenék
- Gondviselés (1986)[12]
- Laura (1986)[13]
- Vakvilágban (1986)[14]
- Nyolc évszak (1987) – tévéfilmsorozat[15]
- A pókok (1989)

## Színpadi zene
- Raoul Praxy: Hölgyeim, elég volt
- Angyalföldi ballada (2015)[16]

## Oratóriuma
- Kőfalak leomlanak (1988)

## Jelentősebb zenész- és szerzőtársai
- Brunner Győző (Taurus, Korál)
- Debreczeni Ferenc (Neoton)
- Dorozsmai Péter (Korál)
- Fekete Tibor (Korál)
- Fischer László (Korál)
- Földes László (Rusz László-álnéven, a Hazafelé című dal szövegírója)
- Galácz Lajos (Neoton)
- Horváth Attila (a Taurus és a Korál szövegírója)
- Keresztes Ildikó (7 lemezen)
- Koncz Zsuzsa (a Korál első formációja az ő kísérőzenekara volt)
- Kovács Kati – Forog a kerék (több lemezen is)
- Makrai Pál (Korál)
- Papp Tamás (Korál)
- Pásztor László (Neoton)
- Radics Béla (Taurus)
- Scholler Zsolt (Korál)
- Som Lajos (Neoton, Taurus)
- Sztevanovity Zorán (Taurus)

## Portré
- Rocklexikon – Balázs Fecó (2008)
- Arckép – Balázs Fecó (2016)
- Kép-regény – Balázs Fecó (2017)
- Fókusz portré – Balázs Fecó (2017)
- Kettesben Szabó Anettel – Balázs Fecó (2017)
- Hogy volt?! – Balázs Fecó és a Korál (2017)
- Szerelmes földrajz – Balázs Fecó (2019)
- Ez itt a kérdés – Születésnapi beszélgetés Balázs Fecóval (2020)

## Magánélete
Négyévesen veszítette el édesanyját, apai nagyanyja nevelte fel. Első házassága 12 évig tartott, melyet egy tíz évig tartó élettársi kapcsolat követett a népszerű televíziós bemondónővel Berkes Zsuzsával.  Második feleségével, Imolával 1996 óta éltek együtt, 2011-ben házasodtak össze. Fiuk, Ferenc 1998-ban született.

### Egészségi állapota
1995-ben esett át egy bypass műtéten, 2016-ban szívritmuszavar miatt került életveszélyes állapotba, ekkor újra meg kellett műteni.

## Halála
2020 őszén a koronavírus-járvány második hullámában ő is megbetegedett, állapota súlyosbodott, gépi lélegeztetést igényelt. 2020. november 26-án, 69 éves korában a koronavírus-fertőzés következtében elhunyt.
Síremléke halála után közel egy évvel, 2021. október 26-án készült el.

## Könyvek róla
- Fábián L. Gyula-Balázs Fecó: Évszakok; Fábián L. Gyula interjúkötete, Dabas Jegyzet Kft., Dabas (1998)[24]
- Méry Péter: Balázs Fecó feketén fehéren; Hanka Media Kft., Budapest (2021)[25]